# اپل گروو، شهرستان مک‌داول، ویرجینیای غربی
اپل گروو (به انگلیسی: Apple Grove) یک منطقهٔ مسکونی در ایالات متحده آمریکا است که در شهرستان مک‌داول، ویرجینیای غربی واقع شده‌است.